# Zona di difesa e sicurezza

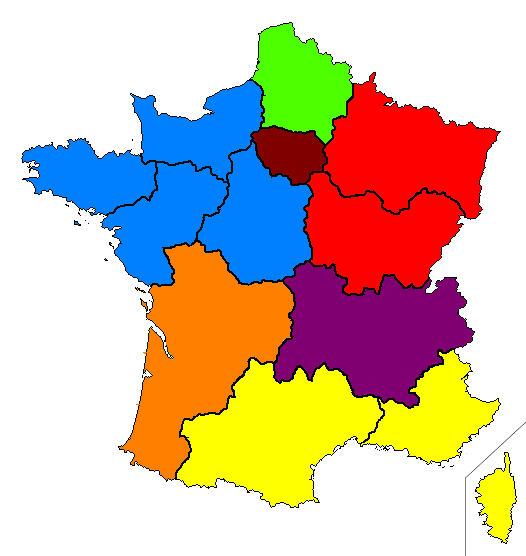
Le sette zone in vigore dal 1º gennaio 2016

Una zona di difesa e sicurezza (zone de défense et de sécurité) è una circoscrizione amministrativa francese specializzata nell'organizzazione della sicurezza nazionale e della difesa civile ed economica. Le zone di difesa e sicurezza fanno parte della “organisation territoriale interarmées de la défense” (OTIAD). Nella Francia metropolitana, comprendono da una a quattro regioni.

## Storia
Le zone di difesa sono state create con Decreto n. 50-1189 del 29 settembre 1950 relativo all'organizzazione della difesa di superficie del territorio metropolitano, riunendo così diverse regioni militari. Il numero di queste zone è stato fissato a quattro dal decreto n. 51-742 del 13 giugno 1951.
Il loro ruolo è ridefinito dal Titolo IV dell'Ordinanza n. 59-147 del 7 gennaio 1959 sull'organizzazione generale della difesa, ed in particolare dall'articolo 23. Decreto n. 62-207 del 24 febbraio 1962, poi il Decreto n. 67 -897 del 12 ottobre 1967 ne ha specificato organizzazione e ruolo.
Sono state riformate nel 1991 e nel 2000 e sono oggi disciplinate dal titolo I del libro II della parte uno del codice della difesa e dal capitolo 2 del titolo II del libro I del codice di sicurezza interna.
Le riforme del 2009 (legge di programmazione militare del 29 luglio 2009) e del 2010 (Decreti nn. 2010-224 e 2010-225 del 4 marzo 2010) hanno cambiato il nome di queste zone che sono diventate "zone di difesa e sicurezza".

## Principio
La zona di difesa e sicurezza è un livello territoriale, dedicato a tre compiti:
- lo sviluppo di misure di difesa non militare e la cooperazione con l'autorità militare (il distretto di difesa militare coincide con l'area),
- il coordinamento delle risorse di sicurezza civile sul territorio,
- l'amministrazione di diversi mezzi della Police nationale, della Gendarmerie nationale e di altri servizi locali del Ministero dell'Interno.

## Organizzazione amministrativa
Ogni zona metropolitana di difesa e sicurezza è guidata da un prefetto di zona di difesa e sicurezza, che è il prefetto di regione della sede della zona. Per l'area parigina, questo è il prefetto di polizia. Oltreoceano, le zone sono poste sotto l'autorità del rappresentante dello Stato nel territorio in cui la zona ha la sua sede, il prefetto (alto commissario nelle collettività d'oltremare).
Il prefetto di zona è assistito nei suoi compiti di difesa e sicurezza da un alto funzionario. Questo alto funzionario, membro dell'organo prefettizio, ha il titolo di segretario generale della zona di difesa e sicurezza nelle zone di Parigi e sud e del prefetto delegato per la difesa e la sicurezza nelle altre zone.
L'ufficiale della zona di difesa e sicurezza generale (Officier général de zone de défense et de sécurité - OGZDS) è posto sotto l'autorità diretta del capo di stato maggiore della difesa. Esercita le funzioni di consigliere militare del prefetto della zona di difesa e sicurezza. Quando il quartier generale di una zona di difesa e sicurezza è anche una città di guarnigione, l'ufficiale generale della zona di difesa e sicurezza è il Governatore militare.
Un personale interministeriale della zona di difesa e sicurezza (État-major interministériel de zone de défense et de sécurité - EMIZ) prepara e attua misure che contribuiscono alla sicurezza nazionale, in particolare in materia di sicurezza civile, sicurezza interna, sicurezza economica e gestione delle crisi. È posto sotto l'autorità del Prefetto della zona di difesa e sicurezza. Dirige il capo di stato maggiore di zona interministeriale (Chef d'état-major interministériel de zone - CEMIZ). L'organo operativo di un EMIZ è il suo centro operativo di zona (COZ), che raccoglie, analizza e diffonde continuamente le informazioni di sicurezza nazionale al Prefetto della zona di difesa e sicurezza e al Ministero dell'interno (MININT), tramite il centro operativo per la gestione interministeriale delle crisi (Centre opérationnel de la gestion interministériel des crises - COGIC). Il COZ coordina costantemente tutte le risorse nella sua zona di difesa e sicurezza.
Ogni zona di difesa e sicurezza comprende anche un comitato congiunto di zona di difesa, la cui organizzazione è stabilita dal Decreto del 4 aprile 2001.
Il comitato di difesa di zona comprende, sotto la presidenza del prefetto di zona:
- il prefetto delegato per la difesa e la sicurezza;
- i prefetti dei dipartimenti della zona e, per la zona meridionale, il prefetto di polizia delle Bocche del Rodano;
- il direttore regionale delle finanze pubbliche del capoluogo dell'area;
- l'ufficiale generale della zona di difesa e sicurezza;
- il generale comandante della zona di difesa;[3]
- l'ammiraglio comandante dell'arrondissement marittimo, se applicabile;
- il generale comandante della difesa aerea e delle operazioni aeree;[4]
- il generale comandante della Gendarmerie per la zona di difesa e sicurezza;
- il capo del personale della zona di difesa e sicurezza;
- i capi dei servizi della Police nationale nominati dal prefetto di zona;
- i rappresentanti delle zone di difesa e sicurezza all'interno dei servizi decentralizzati dei vari ministeri;
- il direttore generale dell'Agence régionale de santé.

Il prefetto di zona si affida anche a una conferenza sulla sicurezza interna che riunisce:
- i prefetti di regione e di dipartimento della zona nonché, per la zona sud, il prefetto di polizia delle Bocche del Rodano;
- il generale comandante della Gendarmerie per la zona di difesa e sicurezza;
- il prefetto delegato per la difesa e la sicurezza (PDDS) o il segretario generale della zona difesa e sicurezza (SGZD);
- il capo di stato maggiore di zona interministeriale (CEMIZ);
- i direttori zonali e interregionali della Police nationale.

Gli altri membri civili del comitato di difesa di zona partecipano su richiesta del prefetto di zona.
Sotto l'autorità del prefetto di zona e dell'alto funzionario che lo assiste, l'EMIZ o il segretariato generale della zona di difesa e sicurezza, nonché il secrétariat général pour l'administration du ministère de l'intérieur (SGAMI).

## Attribuzioni
Poteri di polizia amministrativa 
Il prefetto della zona di difesa e sicurezza ha poteri di polizia generali e speciali in tempi di crisi e al di fuori delle crisi.

### In tempi normali
In tempi normali, il prefetto della zona di difesa e sicurezza è il principale responsabile degli "sforzi non militari prescritti per la difesa". In tale contesto, esercita molti poteri elencati nell'articolo R. * 122-4 del codice di sicurezza interna. È in particolare incaricato della preparazione della difesa insieme ad alti funzionari della difesa e della sicurezza dei vari ministeri. Predispone piani per la difesa economica e la distribuzione delle risorse. Ha il compito di coordinare, in un'ottica di difesa e sicurezza civile, l'azione dei Prefetti di regione di dipartimento del territorio. Il prefetto di zona predispone inoltre il piano delle zone Orsec e coordina la predisposizione degli altri piani Orsec, come previsto dall'articolo L.741-1 del codice di sicurezza interna. Organizza inoltre esercitazioni relative alla difesa e alla sicurezza civile. Dispone delle forze di polizia mobili che sono la Gendarmerie mobile e le Compagnies républicaines de sécurité.
Il prefetto della zona di difesa e sicurezza svolge anche compiti di amministrazione generale, logistica e messa in comune delle risorse per le prefetture e i servizi di polizia e gendarmeria per i quali si affida alla segreteria generale per l'amministrazione del Ministro dell'interno.

### In caso di crisi
In caso di crisi il prefetto di zona esercita un compito di coordinamento e può avere poteri specifici.
 “Adotta le misure di coordinamento necessarie quando si verifica una situazione di crisi”. La crisi è caratterizzata o dal fatto che un evento ha conseguenze in più dipartimenti o che la sua risposta richiede risorse che un dipartimento non può fornire da solo, o che le comunicazioni con il governo sono impossibili o rese molto difficili. Potrebbe essere una situazione di guerra straniera, disordini interni, un incidente su larga scala o un disastro naturale.
In tali casi, il Prefetto di zona pone in essere una o più disposizioni generali o specifiche del Piano delle zone Orsec e, se necessario, quelle del Piano Polmar-Terre. Se necessario, può mettere a disposizione di un dipartimento le forze dell'ordine o l'esercito che fanno capo ad un altro dipartimento di zona (è necessario un intervento del governo per spostarli da una zona all'altra).
In casi particolari, quando “le circostanze mettono in discussione la sicurezza dello Stato in tutto o in parte del territorio”, il Primo ministro può conferire al Prefetto di zona poteri eccezionali:
- i prefetti di regione e di dipartimento sono posti sotto la sua diretta autorità;
- il prefetto di zona controlla tutti i servizi decentralizzati;
- può sospendere i funzionari e gli agenti contrattuali dalle loro funzioni;
- può esercitare il diritto di requisizione di persone e beni.

Infine, qualora si interrompessero le comunicazioni con il Governo, in particolare all'estero, il Prefetto di zona ha facoltà di prescrivere la messa in funzione, cioè di mettere in vigore le misure di difesa e sicurezza adottate, e avviare la mobilitazione delle forze armate disponibili nell'area.